# São Cipriano (Resende)
São Cipriano es una freguesia portuguesa del concelho de Resende, con 6,18 km² de superficie y 858 habitantes (2001). Su densidad de población es de 138,8 hab/km².